# Filoimea Telito
Filoimea Telito (nacido en Vaitupu) es un reverendo, político y fue gobernador general de Tuvalu.
Anterior a su nombramiento como gobernador general fungió como director de una escuela y pastor de iglesia.
El 15 de abril de 2005 fue nombrado representante de Isabel II de Inglaterra como gobernador general de Tuvalu, quien es el jefe de Estado del país. Reanudó la práctica de los gobernadores generales de Tuvalu de aceptar un título de caballero, que fue descontinuada por su predecesor, Faimalaga Luka. Fue sucedido en el cargo por Iakoba Italeli en el 2010.